# De Weem (Venlo)
De Weem is een monumentaal pand aan de Grote Kerkstraat in de Nederlandse plaats Venlo.
Het pand doet dienst als pastorie van de Grote of Sint-Martinuskerk die ten noorden van het pand ligt.

## Geschiedenis
In 1765 werd het pand gebouwd op initiatief van de Abdij van Averbode. De pastoors van de Sint-Martinuskerk werden sinds de 13e eeuw door de abdij geleverd.
In 1892 werd aan de straatzijde een muur gebouwd die het voorplein afscheidde van de straat.

## Bouwwerk
Het complex heeft de uitstraling van een stadspaleis en bestaat uit een hoofdgebouw met daarvoor een voorplein met links en rechts van dit voorplein de zijvleugels van het hoofdgebouw. Tussen de beide zijvleugels is aan de straatzijde een muur gebouwd die het voorplein van de straat afscheidt. Het pand telt twee bouwlagen en wordt gedekt door een schilddak. Onder de dakrand is er een brede lijstgevel aangebracht en de frontgevel heeft twee bouwlagen met zeven traveeën met daarin segmentboogvensters uitgevoerd in hardsteen.
Het interieur heeft een schoorsteenmantel van marmer, waarop een wapenschild prijkt, uitgevoerd in stucwerk. In de tuin bevindt zich een stenen zuil op een voetstuk met daarop twee heraldische wapens uit de 15e eeuw.